# Stadion An der Alten Försterei
Das Stadion An der Alten Försterei (kurz: Alte Försterei oder AF) ist mit einem Fassungsvermögen von 22.012 Zuschauern bei Bundesligaspielen das größte „reine“ Fußballstadion in Berlin, welches jedoch den Anforderungen des DFB an Fußballstadien der Kategorie 3 derzeit noch nicht entspricht.
Seit seiner Einweihung im Jahr 1920 dient es als Heimspielstätte des 1. FC Union Berlin und seiner Vorgängervereine. Das Stadion liegt im Südosten der Hauptstadt in Köpenick und bietet insgesamt 18.395 Steh- und 3.617 Sitzplätze. In der Spielzeit 2013/14 lag der Zuschauerschnitt bei 19.889 bzw. bei einer Stadionauslastung von etwa 92 Prozent.
Zwischen 2008 und 2013 wurde das Stadion letztmals renoviert und ausgebaut, alle vier Tribünen sind seitdem komplett überdacht. Teile der Aufbauarbeiten wurden dabei freiwillig von Union-Fans verrichtet. Sowohl die „Waldseite“ im Norden und die „Gegengerade“ im Osten als auch die sich im Süden befindende „Wuhleseite“ sind reine Stehplatztraversen. Auf der Westseite steht die Haupttribüne einschließlich Logenbereich.
Bekannt ist das Stadion auch durch das seit 2003 jährlich stattfindende Weihnachtssingen, das von Freunden des 1. FC Union Berlin organisiert wird. Internationale Aufmerksamkeit erlangte das „WM-Wohnzimmer“ im Sommer 2014, ein Fanfest, zu dem Gäste ihr Sofa im Innenraum des Stadions aufstellen konnten, um gemeinsam auf einer Videowand Spiele der Fußball-Weltmeisterschaft in Brasilien zu schauen.

## Geschichte

### 1920–1945: Sportplatz Sadowa

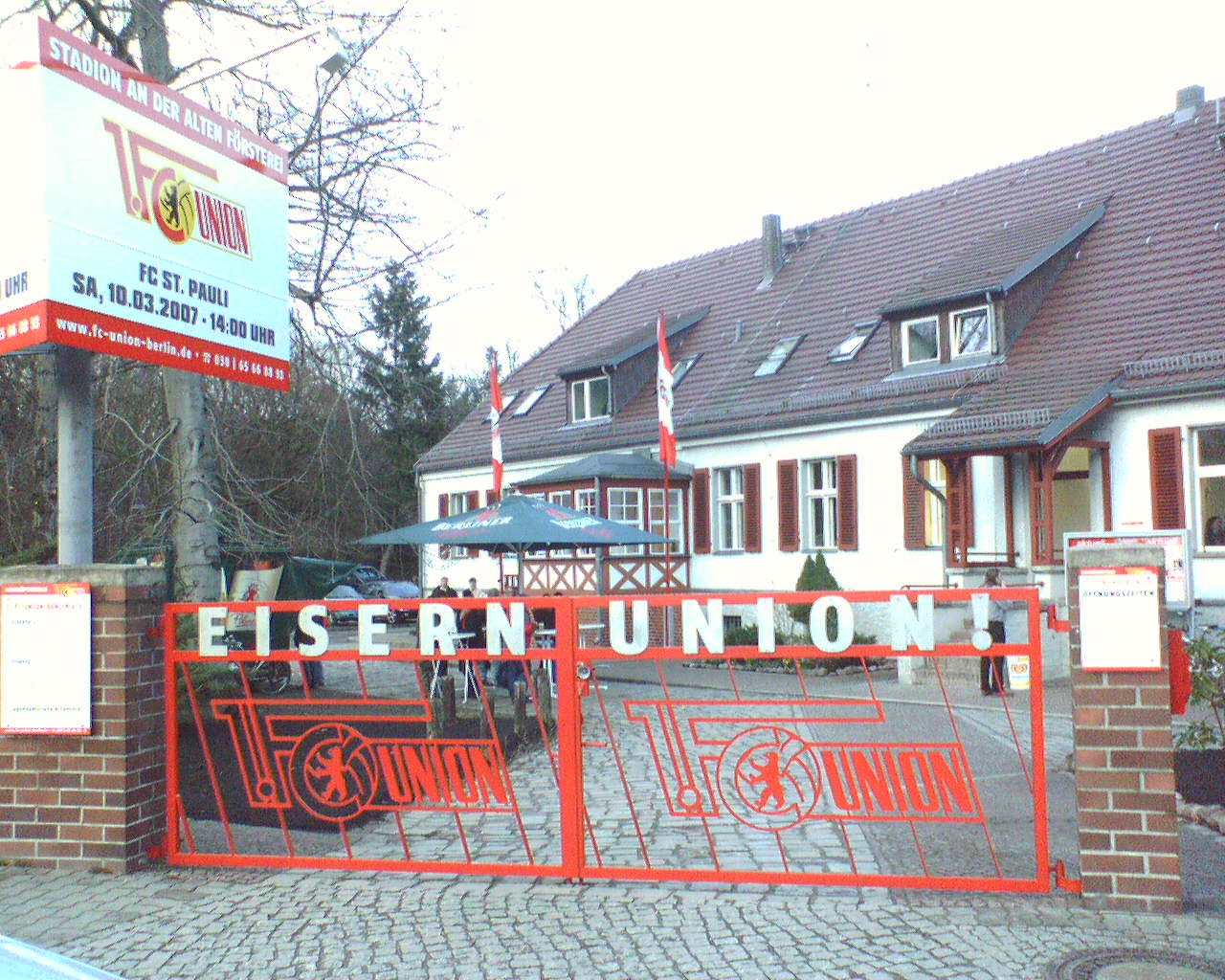
Einstiges Forsthaus „Alte Försterei“, Namensgeber des Stadions

Das Stadion entstand 1920 als Ersatzspielstätte für den SC Union Oberschöneweide, der seinen bisherigen Platz an der Oberschöneweider Wattstraße (südwestlich der heutigen Trabrennbahn Karlshorst) zugunsten des Wohnungsbaus räumen musste. Das neue Stadiongelände und das namensgebende Forstamt lagen ebenfalls im Ortsgebiet der damals noch selbstständigen Gemeinde Oberschöneweide. Das erste Spiel fand am 7. März 1920 statt, bei dem sich Union Oberschöneweide und Viktoria 89 Berlin 1:1 trennten. Die offizielle Eröffnungsfeier erfolgte wenig später am 7. August 1920 mit einem Spiel des damals amtierenden Berliner Meisters Union (Anm.: Oberschöneweide war allerdings erst ab 1. Oktober 1920 ein Teil Berlins) gegen den amtierenden deutschen Meister 1. FC Nürnberg (1:2) vor etwa 7.000 Zuschauern. Die Kapazität des Stadions betrug zu dieser Zeit 10.000 Zuschauer, einschließlich 200 Sitzplatzmöglichkeiten.
Anfangs wurde die Spielstätte noch als „Sadowa-Platz“ (auch „Sportplatz Sadowa“) bezeichnet. Sadowa war einerseits die Bezeichnung eines nahe gelegenen Ausflugslokals, benannt nach einer Schlacht im preußisch-österreichischen Krieg 1866, und andererseits bis 1929 der Name des nahe gelegenen Bahnhofs Wuhlheide. Nach und nach etablierte sich jedoch der heute offizielle Name. Diese Bezeichnung resultierte aus dem neben dem Platz gelegenen Forsthaus, das den Namen „Alte Försterei“ trug. Die Heimspielstätte lag dadurch An der Alten Försterei.
Lange Zeit blieb das Stadion, das in den 1930er und 1940er Jahren auch „Blumentopp“ genannt wurde (auch dieser Name leitete sich aus einem benachbarten Lokal ab), unverändert. Daher wich der SC Union zu den Endrundenspielen um die deutsche Meisterschaft immer wieder in größere Berliner Stadien wie beispielsweise das Grunewaldstadion aus. Den zum damaligen Zeitpunkt höchsten Zuschauerandrang in der Wuhlheide erlebte der Verein 1937 beim Duell gegen den Berliner SV 92, als 8.235 Anhänger anwesend waren.

### 1945–1989: Ausbau zum Fußballstadion
Während des Zweiten Weltkrieges wurden der Nebenplatz des Stadions sowie angrenzende Kleingärten als Flakstellungen genutzt. Trotzdem hielten sich die Schäden infolge der Schlacht um Berlin in Grenzen, sodass der Sportplatz bereits am 1. Juli 1945 wieder genutzt werden konnte. Anfang der 1950er Jahre wurde eine Sanierung notwendig, da das Stadion aufgrund mehrerer Mängel (z. B. abgenutzte Rasenflächen und Tore) nicht mehr bespielbar war. Zwischen 1952 und 1955 wurden daher das Spielfeld und die Zuschauertraversen erneuert sowie ein Umkleidetrakt für die Spieler errichtet. In dieser Zeit musste die Mannschaft (damals noch unter den Namen „Motor Oberschöneweide“ beziehungsweise Motor Berlin) in andere Spielstätten, wie etwa das Hans-Zoschke-Stadion oder das Ernst-Thälmann-Stadion im Volkspark Wuhlheide, ausweichen. Im Herbst 1955 war die „Alte Försterei“ wieder nutzbar. 1957 und 1963 gab es wiederum Namenswechsel des Vereins (TSC Oberschöneweide, TSC Berlin), bis 1966 der 1. FC Union Berlin gegründet wurde.

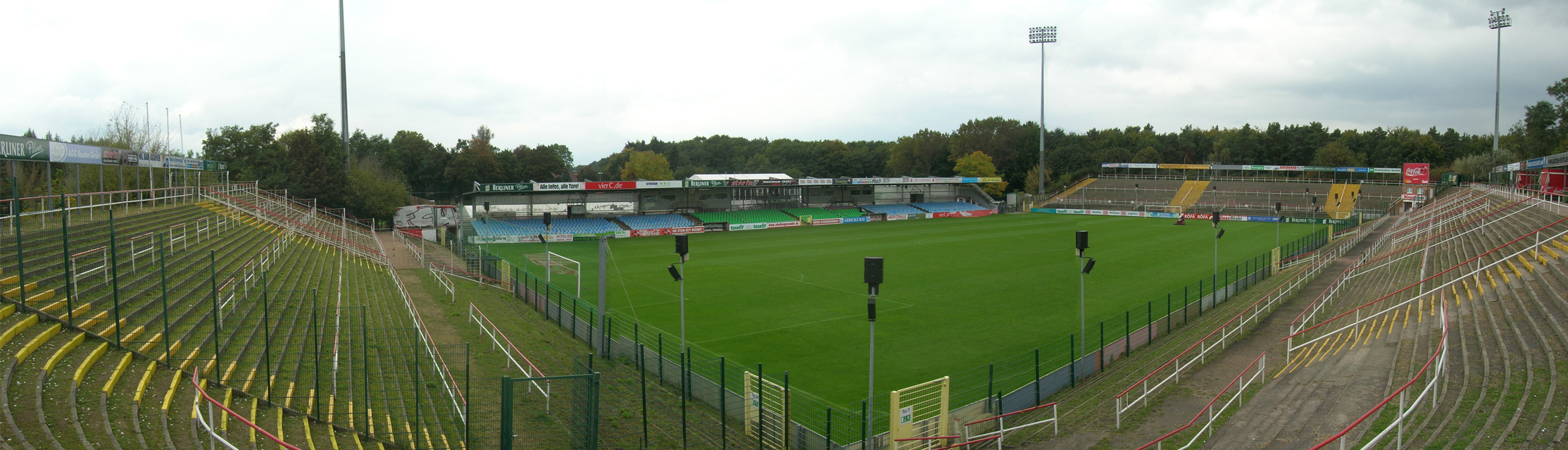
Bauzustand des Stadions 1983–2008

Mitte der 1960er Jahre gab es erneut Pläne zum Ausbau des Stadions. So sollte u. a. eine Flutlichtanlage installiert werden, was aber nicht realisiert wurde. Immerhin wurden zwischen 1968 und 1970 die Stehplatztribüne auf der Gegengeraden und die Sitzplatztribüne auf der Haupttribüne erweitert sowie eine Sprecherkabine und weitere Trainingsplätze errichtet. Während der Umbauphase in der Saison 1969/70 spielte der 1. FC Union auf dem Platz der BSG KWO Berlin. Nach dem Umbau erreichte das Stadion eine Zuschauerkapazität von etwa 15.000.
Weitere Erweiterungs- und Modernisierungsmaßnahmen folgten 1979, als mit dem Ausbau der Hintertortribünen auf der Nord- und Südseite begonnen wurde. Insgesamt dauerten die Arbeiten bis 1983 an. In dieser Zeit wurde das Fassungsvermögen auf 25.500 Zuschauer (davon 1.800 Sitzplätze) erweitert, der Rasen erneuert und ein Sprecherhaus mit beleuchteter Anzeigetafel gebaut. Während der Bauarbeiten von August bis November 1981 nutzte Union das Stadion der Weltjugend für fünf Spiele als Heimspielstätte. In den 1980er Jahren wurde auch der noch heute gültige Zuschauerrekord aufgestellt. Je nach Quellenlage datiert dieser entweder am 23. Mai 1984 mit 22.500 Zuschauern im Entscheidungsspiel um den Klassenverbleib in der DDR-Oberliga gegen Chemie Leipzig oder am 21. Juni 1986 mit 23.000 im Intertotopokalspiel gegen Bayer 05 Uerdingen.

### 1989–2000: Unrealisierte Pläne

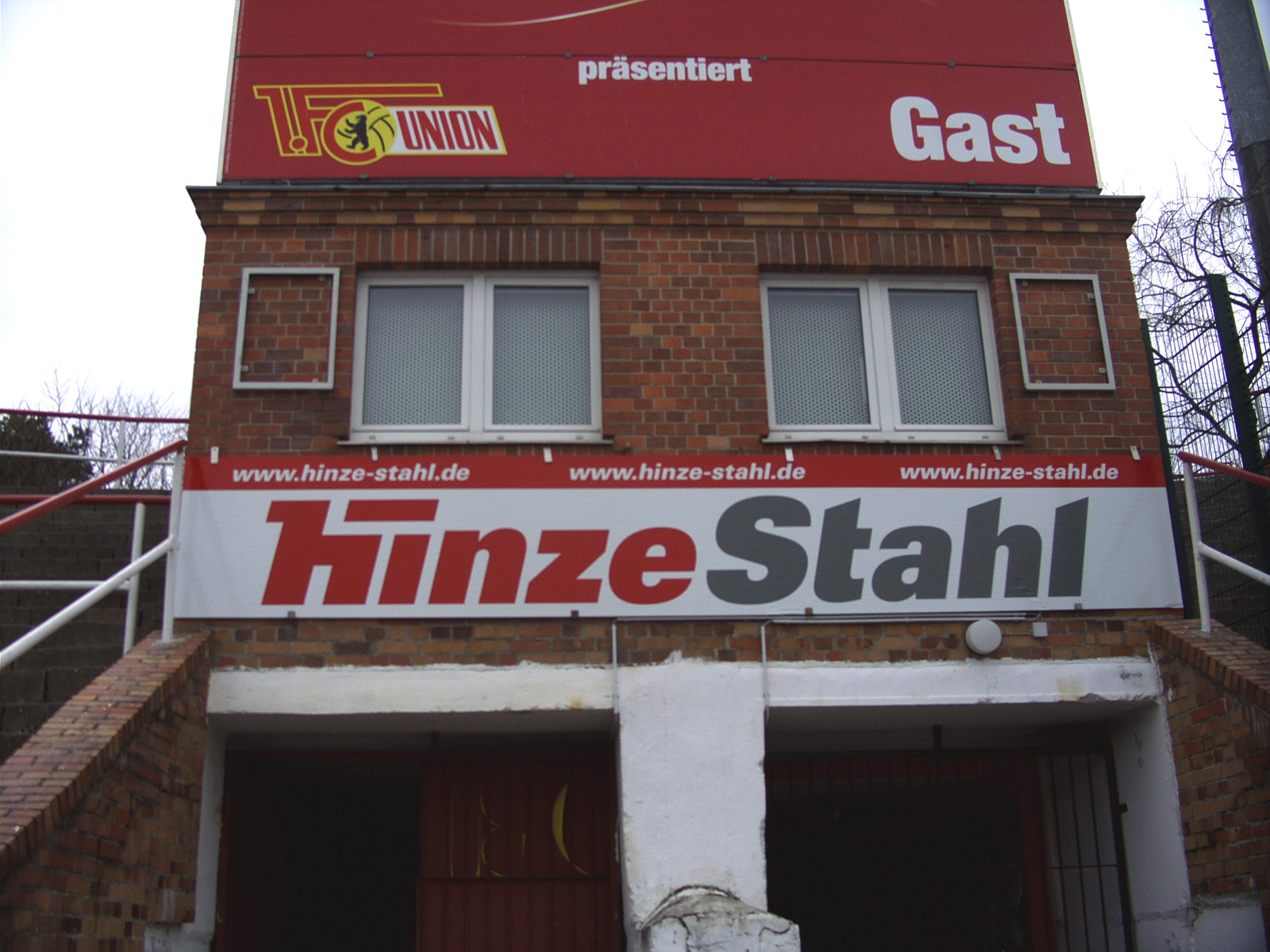
Sprecherhaus mit Steckschildern

Nach der Wende ging das vormals volkseigene Stadion in den Besitz des Berliner Senats über. Dieser hatte ebenso wenig wie Union die finanziellen Mittel für eine notwendige Sanierung der Sportstätte, sodass diese in den folgenden Jahren immer modernisierungsbedürftiger wurde. Zwar bekam das Stadion von einem Sponsor eine elektronische Anzeigetafel, diese wurde jedoch 1991 von deren Betreiber wieder demontiert. Seitdem wird der Spielstand manuell über Steckschilder angezeigt, die bei den Union-Fans aber inzwischen als Anachronismus Kultstatus haben.
Weitere umfangreiche Arbeiten blieben in den 1990er Jahren jedoch aus, stattdessen gab es immer wieder Planungen über einen Aus- oder Neubau. So sollte im Zuge der Bewerbung Berlins für die Olympischen Sommerspiele 2000 ein Sitzplatzstadion für 32.000 Zuschauer mit dem Namen Hanne-Sobek-Stadion errichtet werden. Als Union 2000 noch Aufstiegschancen in die zweite Bundesliga besaß, wurde auch ein Umzug in den bei den Fans unbeliebten Friedrich-Ludwig-Jahn-Sportpark erwogen. Die Begründung war, dass das Stadion den Auflagen des DFB nicht entsprechen könnte. Aufgrund dessen war die Zuschauerkapazität auch auf 18.100 Plätze zurückgestuft worden. Erste Modernisierungsarbeiten fanden im Jahr 2000 statt, als eine Flutlichtanlage installiert sowie eine überdachte Sitzplatztribüne errichtet wurde (die Schalensitze kamen dabei als Restbestände von der Renovierung des Berliner Olympiastadions).

### 2001–2008: Initiative proAF und Stadiongründer

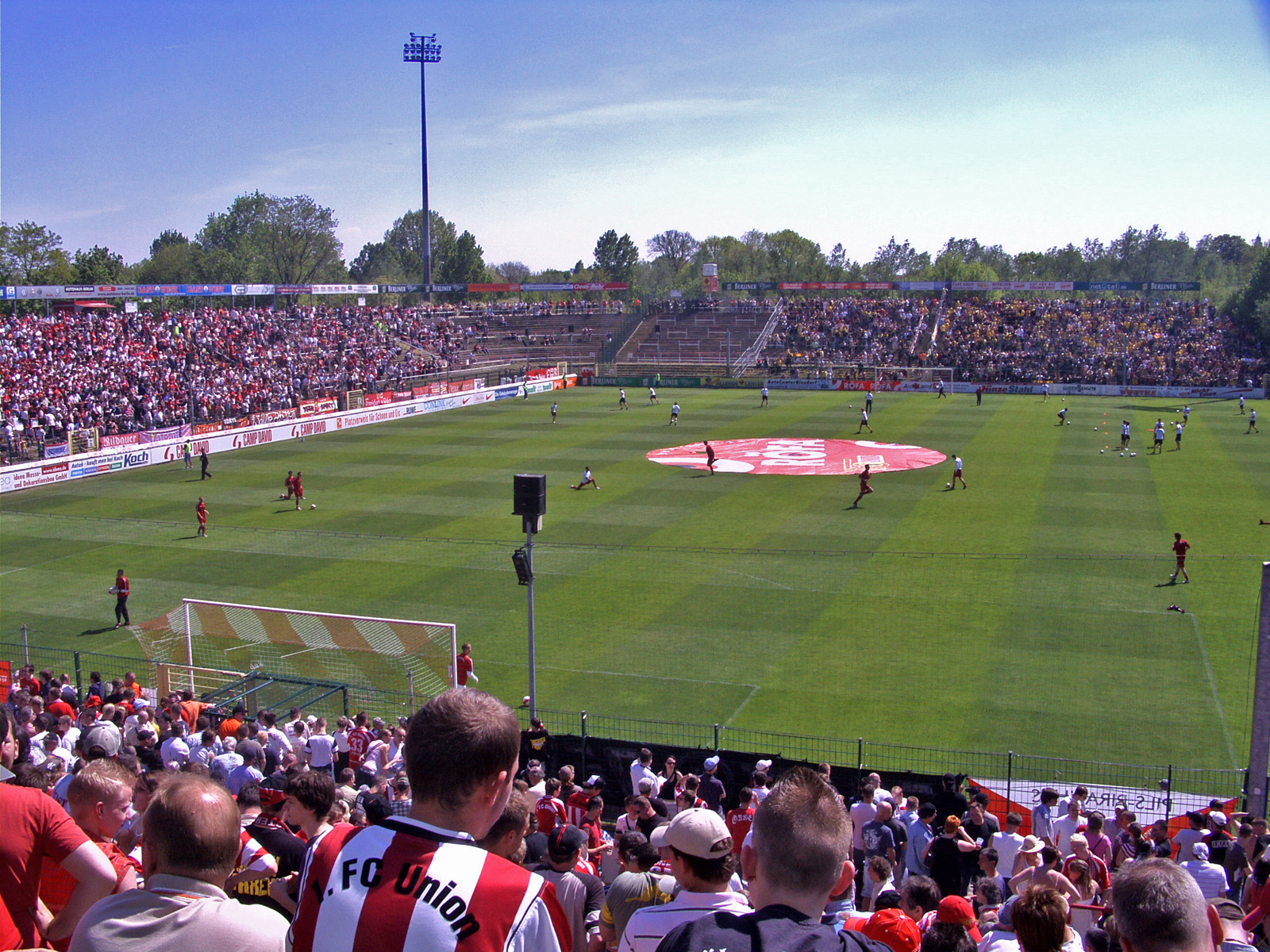
Stadion vor dem Umbau, April 2007

Die Spielstätte erfüllte weiterhin nur unzureichend die vom DFB verlangten Auflagen, weswegen der Verein nach dem geglückten Zweitligaaufstieg 2001 nur eine vorläufige Spielgenehmigung für die Alte Försterei erhielt. Für die beiden UEFA-Cup-Heimspiele der Saison 2001/02 musste Union in den Jahnsportpark umziehen. Durch den Aufstieg gab es erneute Pläne für einen Stadionneubau. Unions damaliger Präsident Heiner Bertram spekulierte auch mit einem Neubau in Berlin-Mitte, weswegen die Union-Fans eine Initiative zum Erhalt des Standortes Alte Försterei – proAF – gründeten. Wenig später sollte bis 2006 ein neues Stadion mit 30.000 Zuschauern Fassungsvermögen gebaut werden, was jedoch an dem hohen Schuldenstand des Vereins und seinem Abstieg in die Oberliga 2005 scheiterte. Auch dieses von Bertram vorgestellte Projekt stieß bei den Fans auf Kritik, da es unter anderem nur 10.000 Stehplätze enthalten sollte. Inzwischen konnte Bertram das Stadionprojekt in Magdeburg mit dem Bau der MDCC-Arena realisieren.

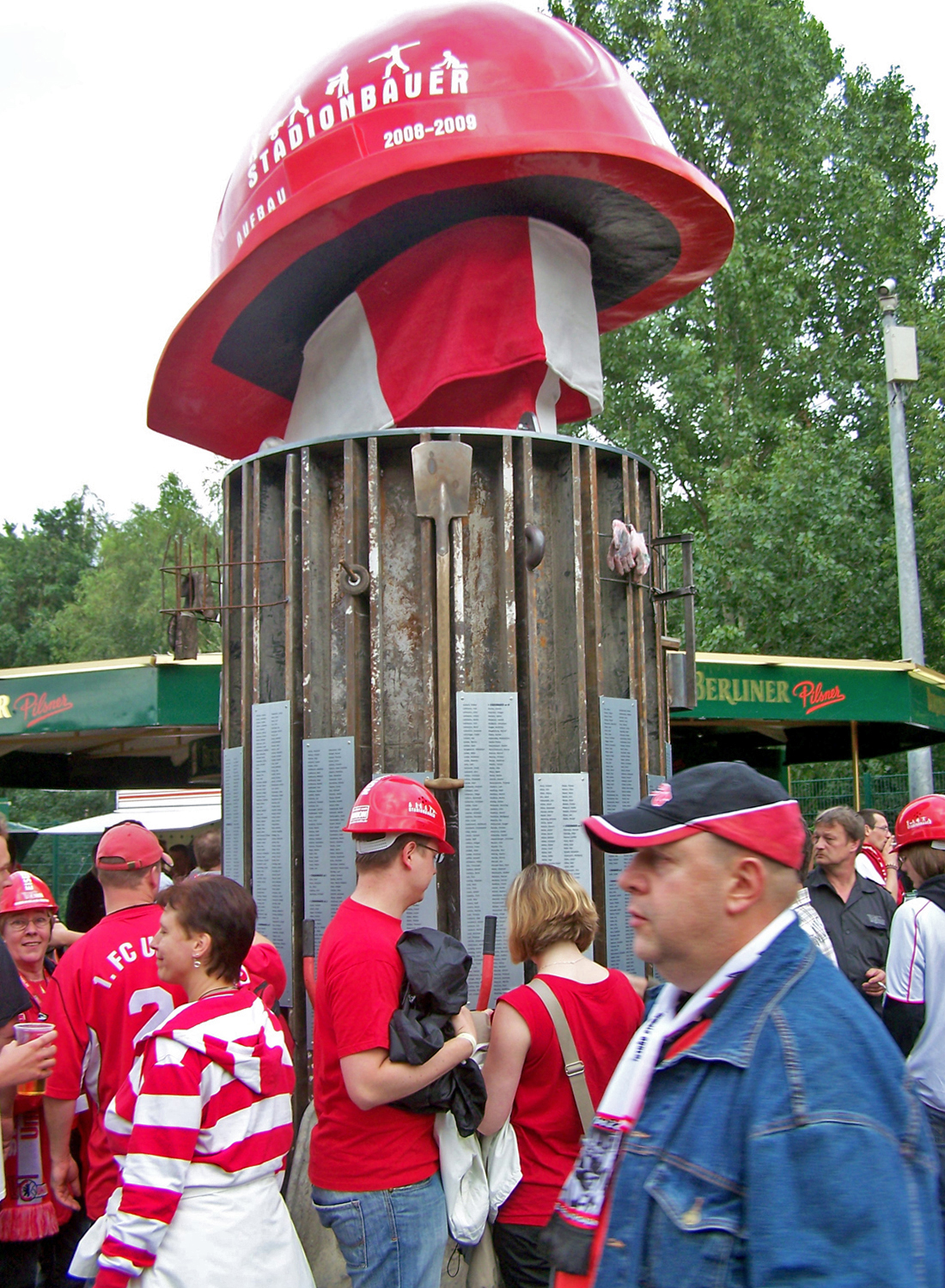
Stadionbauer-Denkmal

Im Januar 2007 wurden vom Verein die Planungen zur lange verzögerten Modernisierung des Stadions bekannt gegeben. Diese sahen unter anderem eine Renovierung der Stehränge sowie einen Neubau der Haupttribüne vor. Voraussetzung für das Bauvorhaben war die Übertragung des Stadiongrundstückes vom Land Berlin an den 1. FC Union für den symbolischen Preis von einem Euro (der Verkehrswert des Geländes belief sich auf rund 1,89 Mio. Euro). Dieses Vorhaben ließ sich jedoch nicht realisieren. Nachdem im Januar 2007 der Sportausschuss des Berliner Abgeordnetenhauses dem Verkauf zunächst zustimmte, wurde im Juli 2007 eine Prüfung des Vorhabens durch die Europäische Union notwendig, um den Verdacht der staatlichen Beihilfe durch eine zu hohe Subventionierung zu entkräften. Die Prüfung ergab im Januar 2008 ein Veto der EU, wodurch Union das Stadion nur noch zum vollen Kaufpreis erwerben konnte.
In der Folge gab es zwischen dem Verein und dem Land Berlin weitere Verhandlungen, wie das Land als Eigentümer des Stadions die Aufrechterhaltung des Spielbetriebs an der Alten Försterei im Falle einer Qualifikation für die neu geschaffene dritte oder – im Falle eines Aufstiegs – die zweite Bundesliga gewährleisten konnte, da das Stadion im damaligen Zustand nicht den Auflagen der DFL entsprach. Kurzzeitig drohte dem Klub für die Saison 2008/2009 der Umzug in den Jahnsportpark oder das Olympiastadion, ohne dass die Alte Försterei modernisiert worden wäre. Daraufhin mobilisierten sich die Fans erneut unter dem Motto proAF und sorgten durch verschiedene Aktionen für Aufmerksamkeit. Sie erhielten dabei auch von anderen Fangruppen (z. B. von Hertha BSC, Rot-Weiß Erfurt oder Babelsberg 03) Unterstützung. Im April 2008 erhielt der 1. FC Union schließlich die Zusage seitens der Politik, so dass nach dem Ende der Saison 2007/08 mit den notwendigen Baumaßnahmen begonnen wurde. Ferner wurde dem Verein das Sportstättengelände in einem Erbbaurechtvertrag für 99 Jahre übertragen. Der Betreiber der Anlage wurde jedoch nicht der Verein selbst, sondern die von ihm gegründete „An der Alten Försterei“ Stadionbetriebs GmbH & Co. KG.
Im Vorfeld der Neubauplanungen wurde bereits 2005 die Aktion „Stadiongründer“ ins Leben gerufen. Ziel dieser Aktion ist es, den Fans die Möglichkeit zu geben, sich finanziell am Umbau zu beteiligen. Durch den Erwerb von sogenannten „Gründersteinen“ geben sie dem Projekt finanzielle Mittel, die Gründersteine werden dafür im Zuschauertunnel, dem „Tunnel of Fame“, angebracht und sind so eine Verewigung für die jeweiligen Spender.

### 2008–2017: Stadionbau durch Fans und Neubau

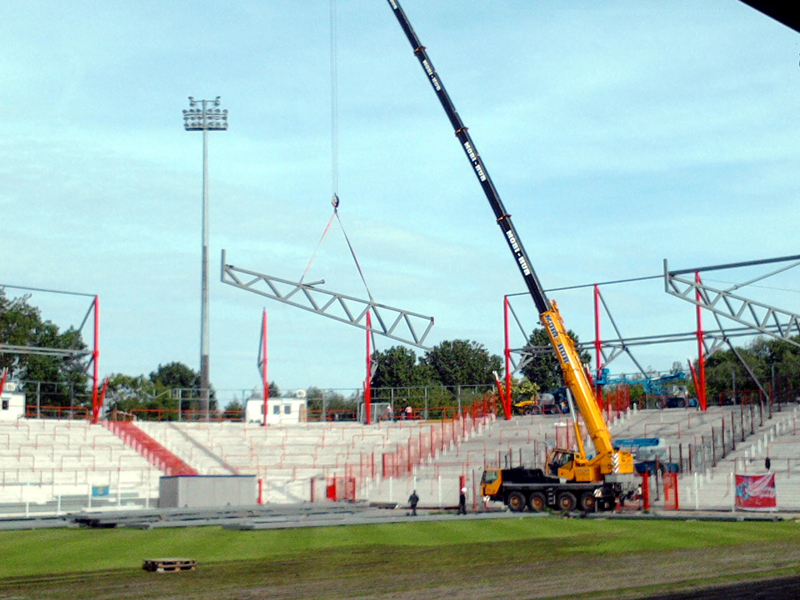
Montage im Mai 2009

Die Umbaumaßnahmen starteten am 2. Juni 2008 und sollten ursprünglich drei Monate dauern. Aufgrund von Verzögerungen im Bau wurde der Fertigstellungstermin jedoch mehrmals auf einen späteren Zeitpunkt korrigiert, bis der Verein im April 2009 schließlich entschied, dass die Saison 2008/09 komplett in der Ausweichspielstätte Jahnsportpark beendet wird. Besonders die Fertigstellung des Dachs verlief problematisch, da die beauftragte Dachkonstrukteursfirma zunächst Lieferschwierigkeiten hatte und letztendlich auch bei der Montage im Stadion nicht die Erwartungen erfüllte. Aufgrund dessen wurde der Vertrag mit der Firma gekündigt und eine neue mit der Dachfertigstellung beauftragt. Durch die Verzögerungen im Dachbau wurde es aber auch möglich, den Einbau der Rasenheizung vorzuziehen.
Am 8. Juli 2009 wurde das Stadion nach 13 Monaten Bauzeit, in denen rund 2.000 freiwillige Helfer fast 140.000 unentgeltliche Arbeitsstunden leisteten, mit einem Freundschaftsspiel gegen Hertha BSC (Endergebnis 3:5) eingeweiht. Während der Bauphase wurden neben dem Bau der Dachkonstruktion sowie der Rasenheizung auch die Stehränge und viele umliegende Funktionsgebäude sowie Geländer und Zäune saniert. Die Zuschauerkapazität erhöhte sich so auf 19.000. Um die von der DFL geforderten Sitzplatzkapazitäten (3.000 Plätze) zu erfüllen, wurden 2010 im Stehplatzbereich des „Pufferblocks“ (der Trennzone zwischen den Heim- und Auswärtsfans) temporär Klappsitze installiert (in der Saison 2009/10 besaß der 1. FC Union noch eine Ausnahmegenehmigung). Damit ergab sich eine Kapazität von 18.432 Zuschauern (davon 15.414 Steh- und 3.018 Sitzplätze).

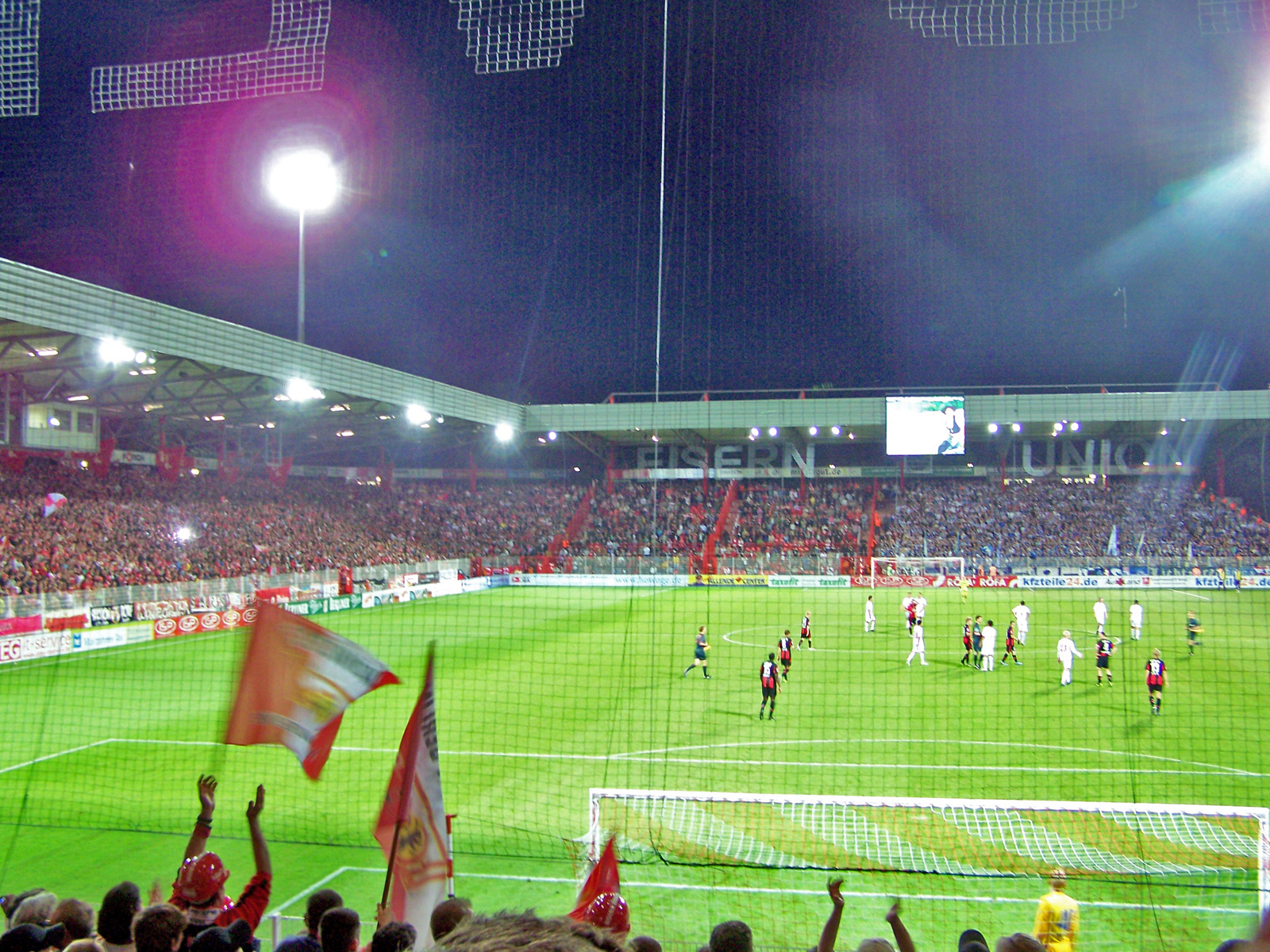
Stadion während des Eröffnungsspiels am 8. Juli 2009

Die zweite Bauphase startete im Mai 2012 mit der Demontage der Haupttribüne. Einen Monat später erfolgte die Grundsteinlegung für die neue Tribüne. Ursprünglich sollte dieser Bauabschnitt 2010 starten, wurde aber verschoben, um die Finanzierung komplett sichern zu können. Die Haupttribüne soll insgesamt 3.557 Zuschauern Platz bieten und daneben auch als Funktionsgebäude mit Kabinen für die Spieler und Schiedsrichter sowie Räumlichkeiten für die Stadionbetriebs AG, die Lizenzspielerabteilung und Ordnungskräfte dienen.
Der Tribünenneubau sollte circa 15 Millionen Euro kosten, wobei 2 Mio. vom 1. FC Union Berlin, drei Mio. von der Stadionbetriebsgesellschaft, drei Mio. vom Sponsor UFA Sports und sieben Mio. vom Sponsor DKB finanziert werden sollten. Ein ursprünglich vorgesehener Zuschuss vom Land Berlin wurde nicht genutzt und sollte stattdessen dem Neubau des Nachwuchsleistungszentrums dienen.
Ein Teil der Finanzierung wurde durch die so genannte „Alte-Försterei-Aktie“ ermöglicht. Dabei konnten die Vereinsmitglieder im Zeitraum vom 1. bis 31. Dezember 2011 Aktienanteile an der zuvor in eine AG umgewandelten Stadionbetreibergesellschaft erwerben. Insgesamt wurden dadurch 5.473 Aktien im Wert von 2.736.500 Euro erworben, die einen Anteil von rund 44 Prozent an der Stadionbetriebs AG ausmachen (der 1. FC Union Berlin hält rund 55 Prozent).
Die Kosten für den gesamten Umbau wurden ursprünglich auf rund 17 Mio. Euro geschätzt und sollten so aufgeteilt werden, dass 3,2 Mio. Euro durch das Land Berlin, 1,8 Mio. Euro durch den Verein und die restlichen 12 Mio. Euro durch Fremdkapital aufgebracht werden.
Im Sommer 2016 erhielt die Försterei eine neue Videoanzeigetafel. Sie besitzt mit neun Meter Breite und fünf Meter Höhe eine Fläche von 45 m² und ein Gewicht von 1,4 t. Der Pixelabstand beträgt zehn Millimeter und eine Lichtstärke von 7.000 cd/m2.

### Seit 2017: Ausbauplanungen

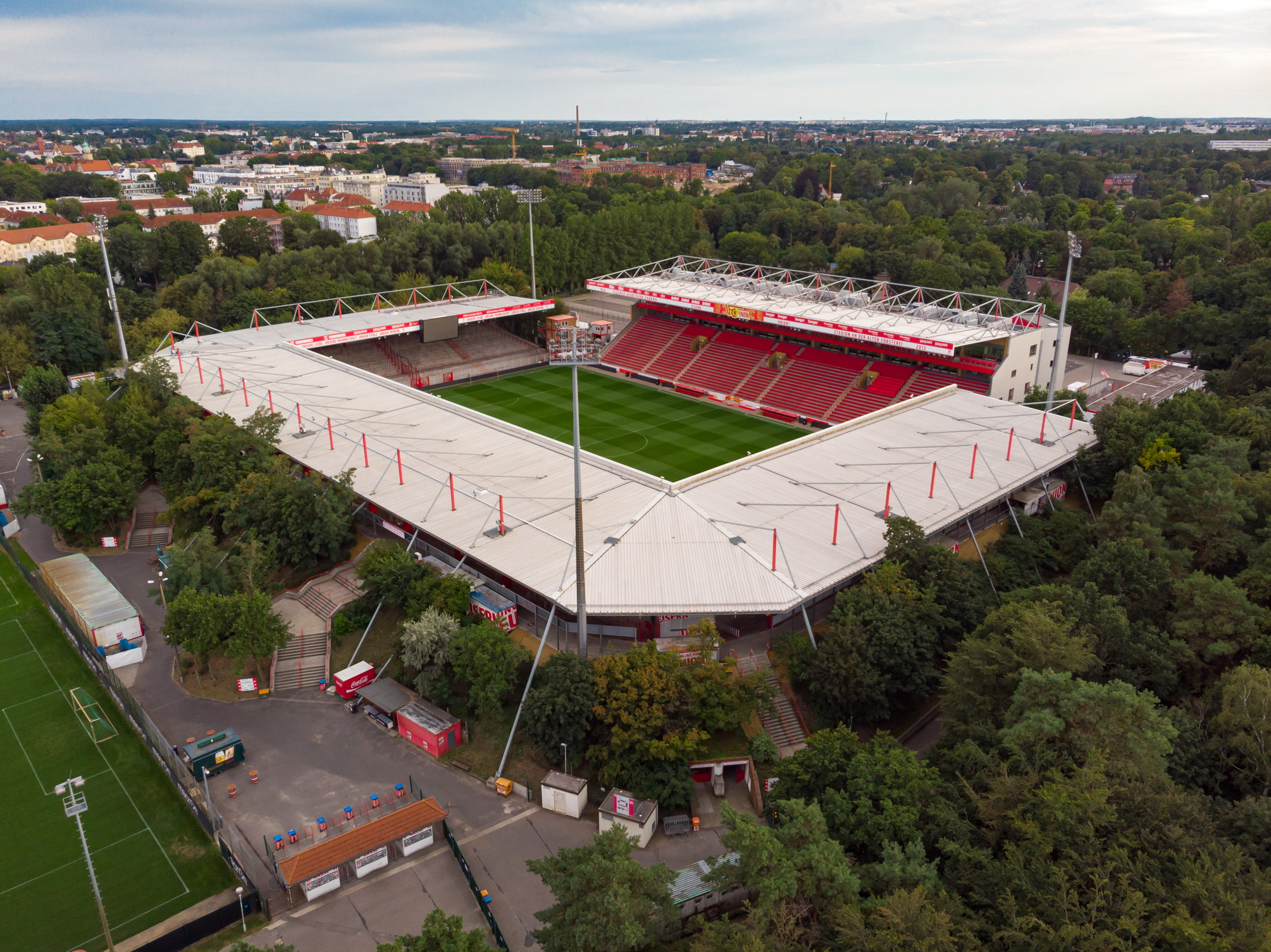
Das Stadion 2019 in Berlin-Köpenick

Im Juni 2017 hatte der Verein bekannt gegeben, sein Stadion ausbauen zu wollen. Nach gelungenem Aufstieg in die Fußball-Bundesliga müssten eigentlich die im Stadionhandbuch des DFB enthaltenen „Anforderungen an Fußballstadien in baulicher, infrastruktureller und betrieblicher Hinsicht“ erfüllt werden, welche aus dem UEFA-Stadioninfrastruktur-Reglement abgeleitet sind. Das bedeutet für ein Stadion der Kategorie 4 u. a., dass 8.000 Sitzplätze vorhanden sein müssen.
Union erfreute sich schon vor dem Aufstieg eines gestiegenen Zuschauerzuspruchs: In der Saison 2016/17 war das Stadion zu über 95 Prozent ausgelastet.
Bis zum Jahr 2020, dem dann 100-jährigen Jubiläum des Stadions, sollte die Spielstätte für 38 Millionen Euro von bislang 22.012 auf 36.978 Plätze erweitert werden. Die Zahl der Sitzplätze sollte von 3.617 auf 8.286, die Zahl der Stehplätze von 18.395 auf 28.692 erhöht werden. Dafür sollen drei der vier Tribünen einen zweiten Rang erhalten. Baubeginn sollte Frühling 2019 sein. Bereits ein Jahr vorher, im Frühling 2018, sollte mit Bauarbeiten am Klubhaus begonnen werden. Dabei entstehen ein Fanhaus, eine Fankneipe mit Dachterrasse, ein Zeughaus und Büros.
Nach dem Aufstieg in die Fußball-Bundesliga 2019/20 hat der Verein jedoch den geplanten Ausbau der Alten Försterei verschoben. Dies bestätigte der Präsident der Eisernen, Dirk Zingler. Schon Anfang März 2019 signalisierte die Senatsverwaltung dem Club eine Absage für den Erhalt des Planungsrechts bis zum Sommer. Kleinere Anpassungsarbeiten für die erste Liga müssen durchgeführt werden, die aber auf das Fassungsvermögen keinen Einfluss haben. Für ein Erstligastadion schreibt die DFL ein Sitzplatzangebot von 8.000 vor. Die Heimat von Union bietet gegenwärtig etwas mehr als 3.600 Sitzgelegenheiten. Da der Ausbau schon geplant ist, erhielt Union eine Sondergenehmigung.
Das Stadion entspricht, wegen der Mehrheit an Stehplätzen, nicht der Regeln der UEFA für internationale Spiele. Der 1. FC Union Berlin musste seine Heimspiele der UEFA Europa Conference League 2021/22 im Olympiastadion der Stadt austragen. Durch die probeweise Abschaffung des Stehplatzverbots bei Europapokalspielen in der Saison 2022/23 durch die UEFA durfte Union Berlin die Heimspiele der UEFA Europa League 2022/23 jedoch in der Alten Försterei austragen.
Auf der Mitgliederversammlung des 1. FC Union Berlin im November 2022 wurde bekanntgegeben, dass die Alte Försterei ab Sommer 2024 ausgebaut werden sollte, sofern es keine weiteren Einsprüche gegen die Pläne gibt oder Faktoren wie die Entwicklung der Baustoffpreise das Projekt verzögern. Das Stadion soll nach dem Umbau rund 37.700 Zuschauern Platz bieten. Alle Ränge bis auf die Haupttribüne werden dafür abgerissen. Zudem hat der Verein das Stadiongrundstück vom Berliner Senat erworben, womit der Verein sowohl Eigentümer des Stadions als auch des Grundstücks ist.
Allerdings muss für die größere Zahl von Zuschauern nach dem Ausbau ein Verkehrskonzept ausgearbeitet werden, das ursprünglich im September 2022 vorgestellt werden sollte. Im Januar 2023 lag es der zuständigen Senatsverwaltung noch nicht vor.
Auf der Mitgliederversammlung im Oktober 2023 konnten zwar gesunde Vereinsfinanzen und Rahmenbedingungen präsentiert werden, jedoch verschoben sich die Pläne für den Stadionumbau erneut: Ab September 2024[veraltet] sollte ein neues Clubhaus am Standort des Zeughauses errichtet werden. Außerdem sollten ein neues Parkhaus mit Außentribüne, eine neue Tiefgarage und eine neue Straßenbahnhaltestelle entstehen. Der Umbau des Trainingszentrums der Profis sollte bis Sommer 2025 abgeschlossen werden. Die eigentliche Stadionerweiterung sollte im Juli 2025 beginnen und bis Ende 2026 abgeschlossen sein. Während der Saison 2025/26 wollte der Verein ins Olympiastadion ausweichen. Im Juli 2024 gab Präsident Dirk Zingler bekannt, dass das Umbauprojekt sich um mindestens ein Jahr verschiebt. Aufgrund der Arbeiten an der Alten Försterei soll Union jetzt in der Saison 2026/27 in das Olympiastadion ausweichen.
Zur Saison 2024/25 wechselte die Frauenmannschaft von Union Berlin nach dem Aufstieg in die 2. Bundesliga ins Stadion An der Alten Försterei. In der vorangegangenen Spielzeit hatten sie bereits die Regionalligapartie gegen Hertha BSC sowie das Heimspiel in der Aufstiegsrunde gegen den SV Henstedt-Ulzburg dort ausgetragen, letzteres vor 18.045 Zuschauern.

## Ausstattung

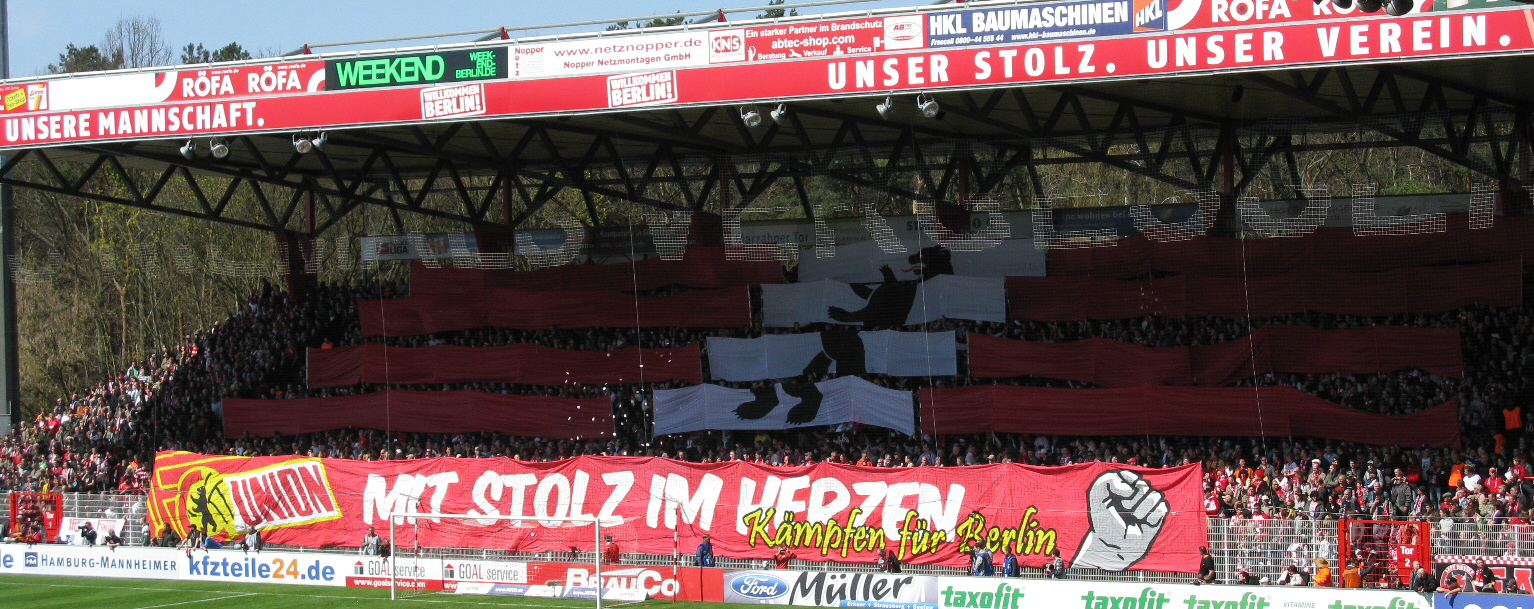
Choreographie von Fans auf der „Waldseite“

Das Fußballstadion ist mit einem Fassungsvermögen von aktuell 22.012 Zuschauern (davon 18.395 Steh- und 3.617 Sitzplätze) das größte „reine“ Fußballstadion Berlins. Unterteilt wird das Stadion in vier Abschnitte. Die „Waldseite“ im Norden, die „Gegengerade“ im Osten und die „Wuhleseite“ im Süden sind reine Stehplatztraversen. Auf der Wuhleseite befindet sich der Stehplatz-Block für die Fans der gegnerischen Mannschaft. Auf der Westseite befindet sich die Haupttribüne einschließlich V.I.P.-Bereich und Sitzplätzen für Fans der Gastmannschaft.

### Lage
Das Stadion sowie die umliegenden Sportstätten liegen im Südosten Berlins im Bezirk Treptow-Köpenick. Das ursprünglich im Ortsteil Oberschöneweide gelegene Areal befindet sich durch Veränderung der Ortsteilgrenze heute im Westen des Ortsteils Köpenick. Die Anlage wird im Norden durch den Volkspark Wuhlheide, im Osten durch die Hämmerlingstraße, im Süden durch die Wuhle und im Westen durch die Straße An der Wuhlheide begrenzt.

### Umgebung
Insgesamt umfasst das Areal neben dem Fußballstadion eine Ballspielhalle (u. a. Heimspielstätte der Volleyballmannschaft des Köpenicker SC) sowie sechs weitere Trainingsplätze. Davon sind die beiden Trainingsplätze im Südwesten der Anlage sowie das Stadion vom 1. FC Union gepachtet, das übrige Gelände befindet sich im Besitz des Landes Berlin. Am Rand des Stadiongeländes liegen weitere Funktionsgebäude, die u. a. die Geschäftsstellen des 1. FC Union Berlin sowie der Volleyballabteilung des Köpenicker SC beheimaten.
In unmittelbarer Nachbarschaft liegt u. a. der Mellowpark, ein Freizeitgelände für Skateboard- und BMX-Aktivitäten. Der Mellowpark gehört zu den größten Anlagen seiner Art in Europa.

### Verkehrsanbindung
Unmittelbar in Stadionnähe befindet sich die Haltestelle Alte Försterei, die von den Straßenbahnlinien 27, 60 und 67 bedient wird. Der S-Bahnhof Köpenick der Linie S3 ist etwa 900 Meter vom Stadion entfernt. Gästefans nutzen häufig die Endstation Spindlersfeld der S-Bahn Linie S47 auf der anderen Spreeseite. Von dort führt ein ca. 1500 Meter langer Fußweg über die Wilhelm-Spindler-Brücke und entlang der Straßenbahnstrecke zur Alten Försterei. Eine PKW-Anfahrt ist nur durch (teils vierspurig ausgebaute) Ortsstraßen möglich, die Bundesstraße 96a als nächstgelegene überörtliche Straßenverbindung verläuft etwa drei Kilometer südlich.

## Nutzung

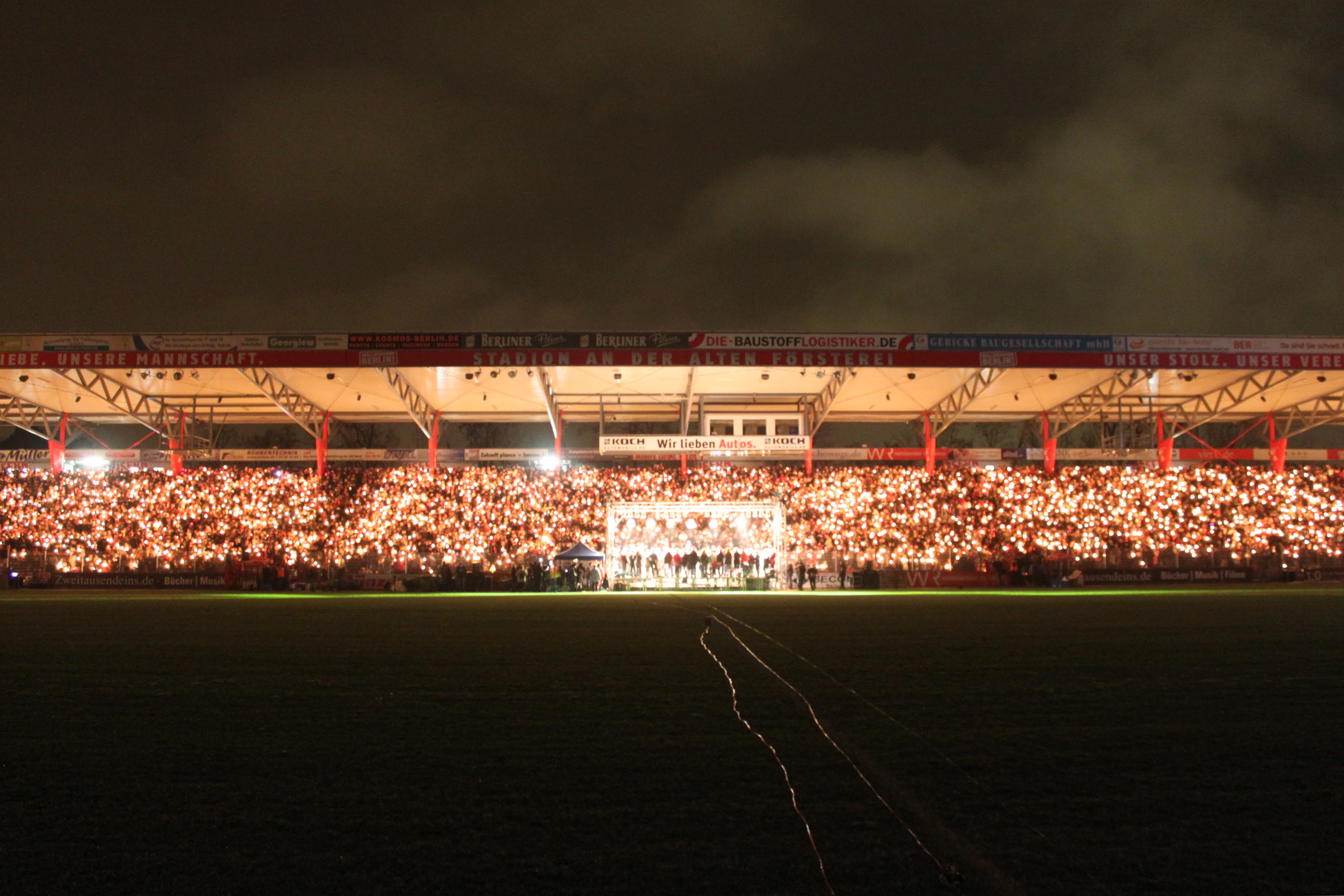
Weihnachtssingen des 1. FC Union Berlin (2011)

Neben dem 1. FC Union Berlin als Hauptmieter nutzen auch Schulen und andere Vereine oder Gruppierungen (u. a. aus der Bistumsliga Berlin) die Sportanlage.

### Weihnachtssingen
Seit dem Jahr 2003 findet in der Adventszeit das Weihnachtssingen statt, wobei das Stadion als Veranstaltungsort dient. Dazu wird auch der Innenraum genutzt und der Rasen mit Platten abgedeckt. Im Jahr 2015 wurde mit etwa 28.500 Teilnehmern der bisherige Höchststand erreicht und nach 2014 wurden zum zweiten Mal Eintrittskarten verkauft, da der Ansturm sehr groß war. Das Singen wurde ursprünglich eingerichtet, als der Fanclub Alt-Unioner nach einer Reihe schlechter Spielergebnisse dazu einlud.

### Veranstaltungen

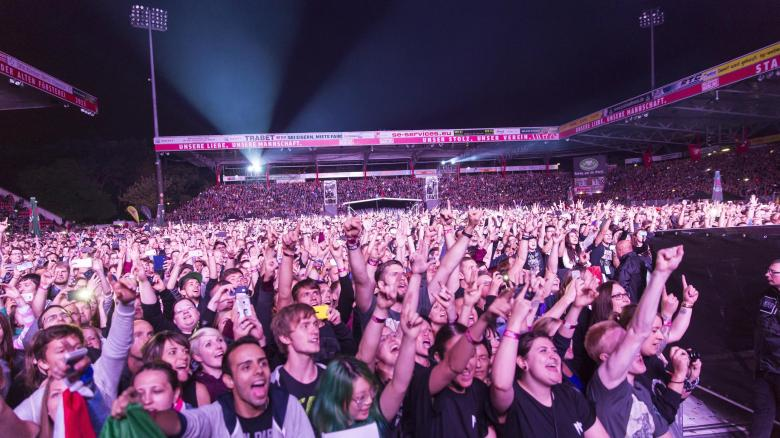
Linkin Park in der Alten Försterei vor knapp 25.000 Fans

Internationale Bekanntheit erlangte das Stadion An der Alten Försterei durch das WM-Wohnzimmer, eine Veranstaltung im Sommer 2014, bei der Berliner ihr Sofa im Stadion aufstellen konnten, um gemeinsam auf einer Leinwand Spiele der Fußball-Weltmeisterschaft in Brasilien zu schauen. Insbesondere die Live-Übertragungen von Spielen mit Beteiligung der deutschen Nationalmannschaft waren mit rund 12.000 Gästen gut besucht.
Darüber hinaus werden die Räumlichkeiten der neuen Haupttribüne seit 2013 ebenfalls zu diversen Veranstaltungen genutzt.
Das erste große Rockkonzert dieser Art fand am 3. September 2015 im Stadion An der Alten Försterei statt. Es trat die Gruppe Linkin Park vor knapp 25.000 Zuschauern auf.
Im Jahr 2017 und 2018 fanden die Immatrikulationsfeiern der Hochschule für Technik und Wirtschaft Berlin im Stadion An der Alten Försterei statt. Jeweils über 1.500 Studenten nahmen an der Veranstaltung zum Semesterstart teil.